# Milan Simović
Milan Simović, srbski general, * 3. februar 1917, † 9. junij 1988.

## Življenjepis
Leta 1935 je končal letalsko podčastniško šolo in leta 1940 Pilotsko šolo. Leta 1941 se je pridružil NOVJ in KPJ. Med vojno je bil na različnih poveljniških položajih.
Po vojni je bil poveljnik letalske divizije, načelnik štaba letalskega korpusa, načelnik uprave v VL in ZO, pomočnik poveljnika za zaledje VL in ZO, generalni direktor JAT, načelnik štaba in poveljnik VL in ZO.